# 马明阳
马明阳（?—?），字异野，回回人，云南新兴人，明朝诗人。
崇祯间马明阳任顺宁府教授，后归隐。马明阳幼读儒学，应童子试时，督学聽马明阳讲书，避席赞嘆：“从来简册之所未载，前贤之所未发。”马明阳涉猎经史百家，乃至数学、天文、音乐、字韵、医卜之书，喜作诗文，“文宗昌黎，诗摹少陵，远近诵之如获异珍焉”。著有《马异野文集》，已佚。